# Jorge Uequed
Feres Jorge Rocha e Silva Uequed (Rio Grande, 29 de maio de 1942 – Porto Alegre, 1 de novembro de 2022) foi um advogado, publicitário, jornalista e político brasileiro. Filho de Jorge Uequed e Silva Uequed, imigrantes libaneses, graduou-se em Ciências Jurídicas e Sociais pela Universidade do Vale do Rio dos Sinos (Unisinos) em 1971. É casado com Rosemary Beatriz Gomes Uequed, tendo três filhos como fruto do casamento.

## Carreira política
Elegeu-se deputado federal em novembro de 1974, tomando posse do cargo em fevereiro de 1975, enquanto era filiado ao Movimento Democrático Brasileiro (MDB). O partido havia sido fundado em março de 1966, como oposição ao regime militar estabelecido no país durante aquela época. Por motivos de saúde, licenciou-se do mandado de deputado federal no dia 19 e entre os dias 23 a 26 de abril de 1976. Em 1991 e 1992 também precisou se ausentar do cargo outras vezes, todas para a realização de tratamentos voltados à sua saúde.
Jorge Uequed participou da Comissão de Ciência e Tecnologia e foi suplente das comissões de Economia, Indústria e Comércio e de Constituição e Justiça. Reeleito ainda na legenda do MDB em 1978, cumpriu seu mandato até o final, em 1983. O fim do bipartidarismo resultou em uma reformulação partidária. Por esse motivo, foi criado o Partido do Movimento Democrático Brasileiro, sucessor do MDB. Como consequência, Uequed tornou-se filiado do PMDB.
Foi membro titular da Comissão Parlamentar de Inquérito (CPI) sobre a Petrobrás entre 1979 e 1980. Nessa época, examinou diferentes denúncias de irregularidades da empresa. Além disso, no período de 1981 a 1983, tornou-se parte da Comissão de Trabalho e Legislação Social da Câmara. Também foi titular da CPI sobre a reforma do ensino entre 1981 e 1982.
Reeleito deputado federal pelo PMDB em 1983, fez parte de diferentes comissões: de Ciência e Tecnologia (1975–1976, 1979–1981, 1983–1987 e como suplente entre 1982–1983), de Defesa do Consumidor (1982–1983), da Fiscalização Financeira e Tomada de Contas (como suplente,1980–1983), de Serviço Público, também como suplente (1983–1984). Por fim, ingressou na comissão de Trabalho e Legislação Social (1981–1983).
A partir de 1985, tornara-se vice-líder do PMDB na Câmara e membro titular da comissão de Previdência e Assistência Social entre 1985 e 1987. Durante essa fase de sua atividade como político, Uequed apresentou uma alteração na Lei de Anistia, proposta que beneficiaria militares e funcionários públicos civis penalizados por má conduta pelo regime militar. No entanto, as Forças Armadas foram ao congresso e argumentaram que essa mudança prejudicaria aqueles que foram responsáveis pela punição desses militares e funcionários.
Concorreu como deputado federal constituinte em 1986 e conseguiu se eleger, exercendo a função entre 1987–1991. Sua candidatura foi apoiada principalmente por empresários e também pela colônia árabe, grupo pelo qual ele mostrava interesse participando de organizações e encontros. Assumiu o mandato em 1987, iniciando sua participação na Assembleia Nacional Constituinte. Durante o ano de 1987, foi titular da subcomissão de Saúde, Seguridade e do Meio Ambiente, da Comissão da Ordem Social. Também participou como suplente da subcomissão da Nacionalidade, da Soberania e das Relações Internacionais, da Comissão da Soberania e dos Direitos e Garantias do Homem e da Mulher.
Como deputado federal constituinte, destacam-se seus votos a favor do fim de relações diplomáticas com países que desempenhassem políticas racistas, da jornada semanal de 40 horas, do voto facultativo aos 16 anos e da legalização do aborto. Já quanto aos votos contra: pena de morte, presidencialismo e a legalização do jogo do bicho.
Afastou-se do PMDB, deixando a vice-liderança do partido. Em seguida, filiou-se ao Partido da Social Democracia Brasileira (PSDB). Tentou se reeleger em 1990 pelo PSDB, mas ficou como suplente. Seguiu suas atividades na Câmara dos Deputados, sendo a favor, por exemplo, do impeachment do então presidente Fernando Collor de Melo. Somente em novembro de 1993, Uequed se afastou definitivamente da Câmara. Também tentou concorrer à Assembleia Legislativa do Rio Grande do Sul, criada pelo Partido Trabalhista Brasileiro (PTB), porém não obteve êxito.
Em 2016, tornou-se porta voz masculino da Rede Sustentabilidade RS, partido liderado por Marina Silva. 

## Obras publicadas
| Ano  | Título                                                                  |
| ---- | ----------------------------------------------------------------------- |
| 1978 | Sem ódio e sem medo                                                     |
| 1980 | O fracasso dos iluminados                                               |
| 1982 | Quando um deputado flagrou um ministro mexendo no bolso dos aposentados |
| 1984 | Luta contra o arrocho salarial                                          |
| 1986 | Em defesa do Rio Grande                                                 |